# Ripipteryx nigra
Ripipteryx nigra is een rechtvleugelig insect uit de familie Ripipterygidae. De wetenschappelijke naam van deze soort is voor het eerst geldig gepubliceerd in 1963 door Günther.